# Ellipsograph des Archimedes

Ellipsograph des Archimedes als 3D-Animation

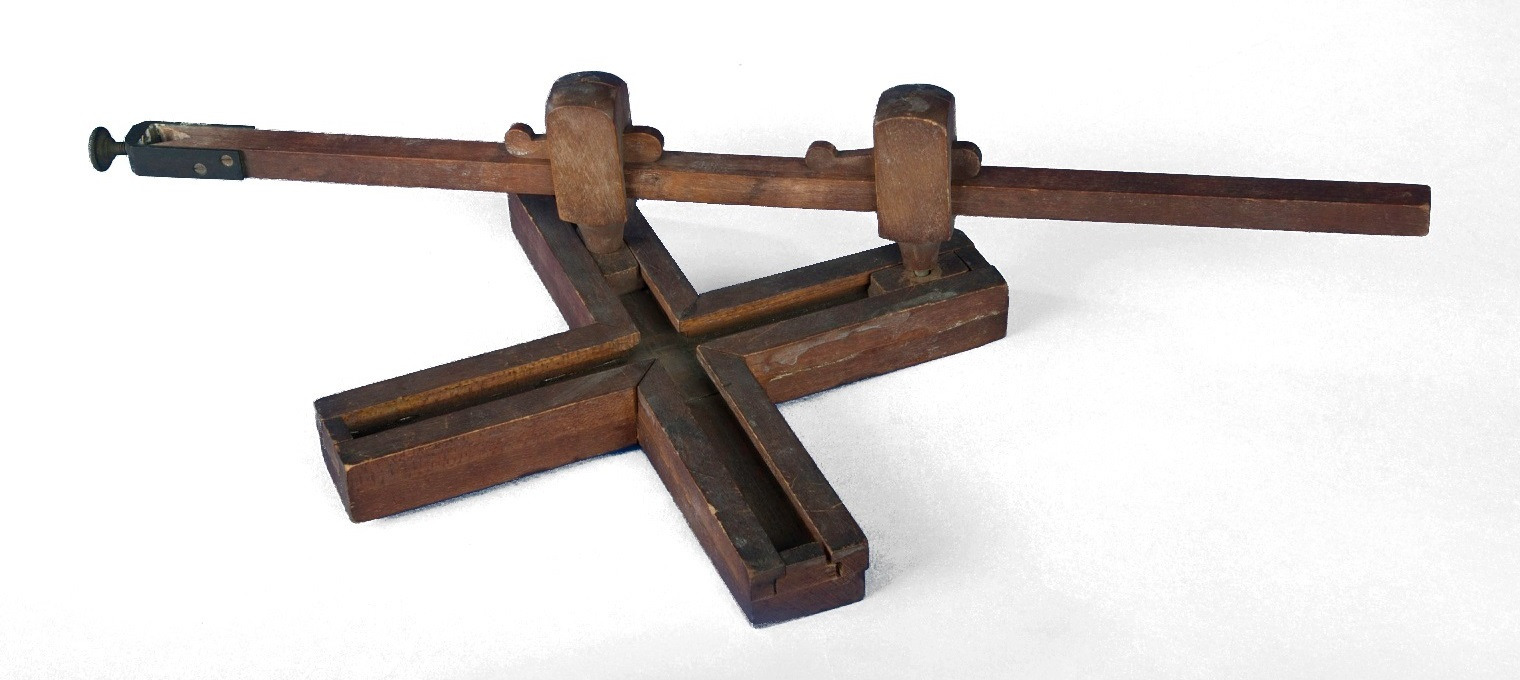
Einstellbarer Ellipsograph, hergestellt circa 1900

Der Ellipsograph, Ellipsenzirkel des Archimedes oder Stuckateurzirkel
ist ein Mechanismus, der die Form einer Ellipse erzeugt.
Er besteht im Wesentlichen aus drei unterschiedlichen Bauteilen:
1. einer Grundplatte mit zwei rechtwinklig zueinander liegenden Führungsnuten (andere Konfigurationen sind technisch möglich, aber unüblich),
2. einem Zeichenarm mit der Halterung für den Zeichenstift bei Punkt {\displaystyle E} sowie zwei Gelenkaugen {\displaystyle A} und {\displaystyle B},
3. zwei Kulissensteine mit Lagerbolzen, eingeschoben in den Führungsnuten der Grundplatte, verbinden die Grundplatte im Punkt {\displaystyle A} und {\displaystyle B} mit dem damit beweglichen Zeichenarm.

Der Abstand zwischen Zeichenstift und dem ersten Gelenkauge {\displaystyle A} sei {\displaystyle q}, der Abstand zwischen den Gelenken {\displaystyle p}.
Durch Variieren von {\displaystyle q} und {\displaystyle p} können bezüglich Größe und Form unterschiedliche Ellipsen gezeichnet werden. So ist die Länge der großen Halbachse {\displaystyle p+q} und die Länge der kleinen Halbachse {\displaystyle q}.
Die Geschichte dieses Mechanismus ist nicht gesichert. Es wird angenommen, dass Proklos den Mechanismus kannte, aber eventuell war der Mechanismus bereits zu archimedischen Zeiten bekannt.
Es existiert ein britisches Patent für diesen Mechanismus von 1894.
Der Mechanismus ist auch bekannt als:
- Archimedischer Ellipsograph[7]
- Der Ellipsograph des Proklos[8]

## Mathematische Grundlagen

Skizze vom Ellipsograph mit den Kenngrößen und eingezeichnetem Viertel der Ellipse, Animation, Start nach 30 s Pause

Wie in der nebenstehenden Skizze zu sehen ist, hat die Strecke {\displaystyle {\overline {BE}}=p+q} die gleiche Länge wie die Halbachse {\displaystyle {\overline {MA_{0}}}} und die Strecke {\displaystyle {\overline {AE}}=q} die gleiche Länge wie die Halbachse {\displaystyle {\overline {MB_{0}}}} der Ellipsenlinie {\displaystyle E_{L}}. Da die beiden rechtwinkligen Dreiecke {\displaystyle BEY} und {\displaystyle EAX} zueinander ähnlich sind, ist folgerichtig der Winkel {\displaystyle \theta '} der Z-Winkel von {\displaystyle \theta }.
Für die allgemeine Bestimmung des Punktes {\displaystyle E} im kartesischen Koordinatensystem gilt nach dem Satz des Pythagoras
{\displaystyle {\frac {x}{p+q}}=\cos \theta \,}, daraus folgt
{\displaystyle x=(p+q)\cdot \cos \theta \,},
{\displaystyle {\frac {y}{q}}=\sin \theta \,}, somit ist
{\displaystyle y=q\cdot \sin \theta }.
Die mit dem Mechanismus vom Ellipsographen und dem Zeichenstift im Punkt {\displaystyle E} erzeugbare Linie ist eine sogenannte Ellipse in der 1. Hauptlage, denn wird für die große Halbachse {\displaystyle a} die Länge {\displaystyle p+q} sowie für die kleine Halbachse {\displaystyle b} die Länge {\displaystyle q} eingesetzt, entspricht die gefundene Gleichung der für die Ellipse in der 1. Hauptlage:
{\displaystyle {\frac {x^{2}}{(p+q)^{2}}}+{\frac {y^{2}}{q^{2}}}=1={\frac {x^{2}}{a^{2}}}+{\frac {y^{2}}{b^{2}}}}.

### Äquivalenz zu den Cardanischen Kreisen

Cardanische Kreise (schwarz) und Ellipsograph (grau). Der Momentanpol ist mit einem pinkfarbenen Punkt markiert. Zwei beispielhafte Ellipsen erscheinen rot und hellblau.

Als Cardanische Kreise bezeichnet man eine geometrische Anordnung, bei der ein kleiner Kreis in einem doppelt so großen feststehenden Kreis abrollt. Die ausgeführte Bewegung ist dieselbe, die der Zeichenarm ausführt. Die Strecke {\displaystyle {\overline {AB}}} liegt hierbei auf einem Durchmesser des kleinen Kreises. Somit kann mit einem Spirograph eine Ellipse erzeugt werden, wenn das innere Zahnrad halb so viele Zähne hat wie das Hohlrad, in dem es abrollt. Diese Analogie veranschaulicht auch, dass sich der Momentanpol des Zeichenarms auf dem Außenkreis mit dem Radius {\displaystyle p} bewegt.

## Anwendungen
Der Mechanismus wurde als Physikspielzeug für Kinder verkauft.
Ein US-Patent benutzt das Prinzip des Ellipsographen für einen Ellipsenschneider.

## Varianten

Eine ähnliche Mechanik mit nur einem Gleiter und einer Kurbel
Ellipsenzirkel mit drei Gleitern